# Сен-Реми-ан-Босс
Сен-Реми́-ан-Босс (фр. Saint-Rhémy-en-Bosses) — коммуна в Италии, располагается в автономном регионе Валле-д’Аоста, по дороге к перевалу Большой Сен-Бернар и к одноименному тоннелю.
Население составляет 368 человек (2008 г.), плотность населения составляет 6 чел./км². Занимает площадь 65 км². Почтовый индекс — 11010. Телефонный код — 0165.
Покровителем коммуны почитается святой Леонард Ноблакский, празднование 6 ноября.

## Демография
Динамика населения:

## Галерея

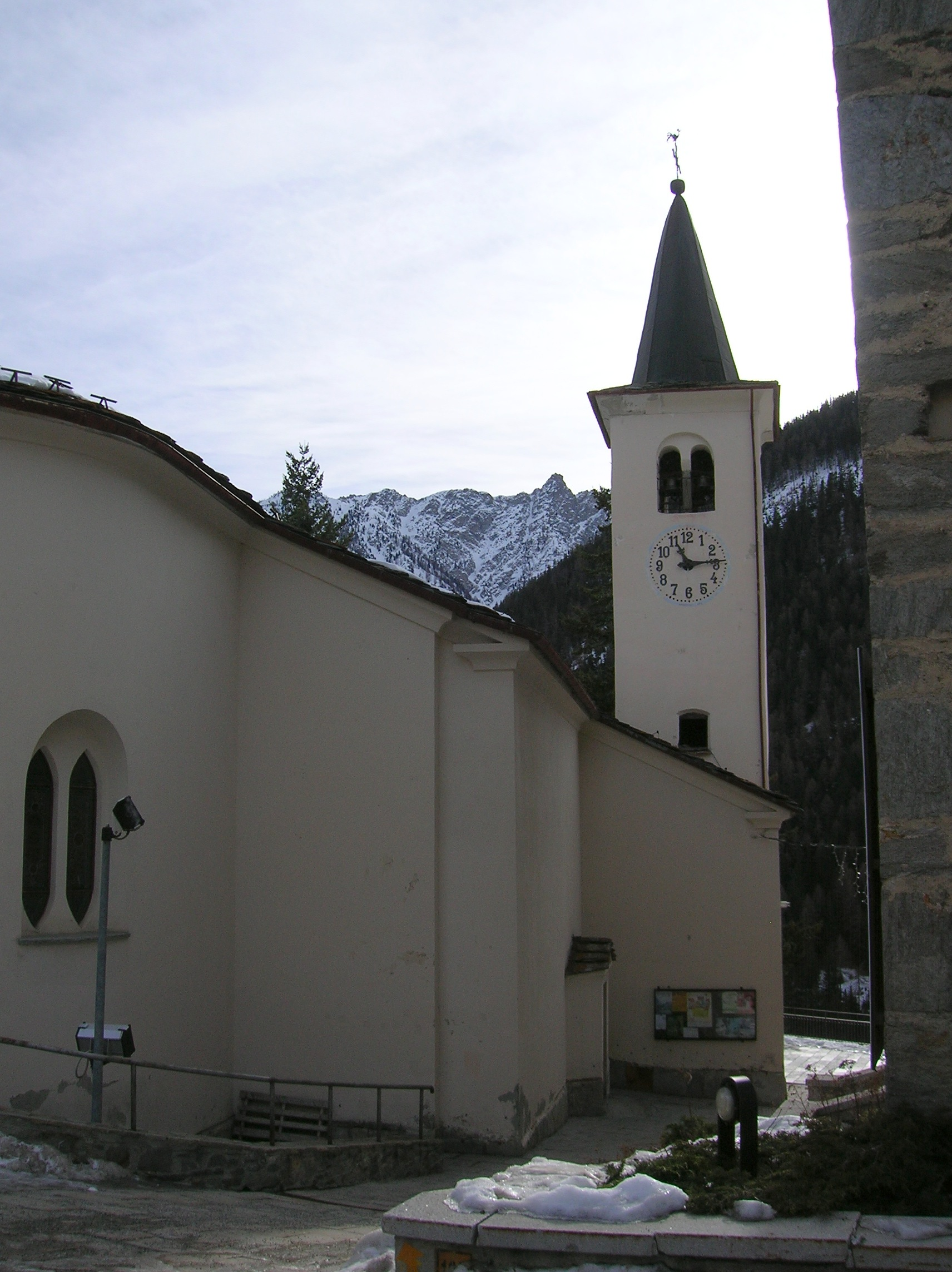
Колокольня храма святого Леонарда
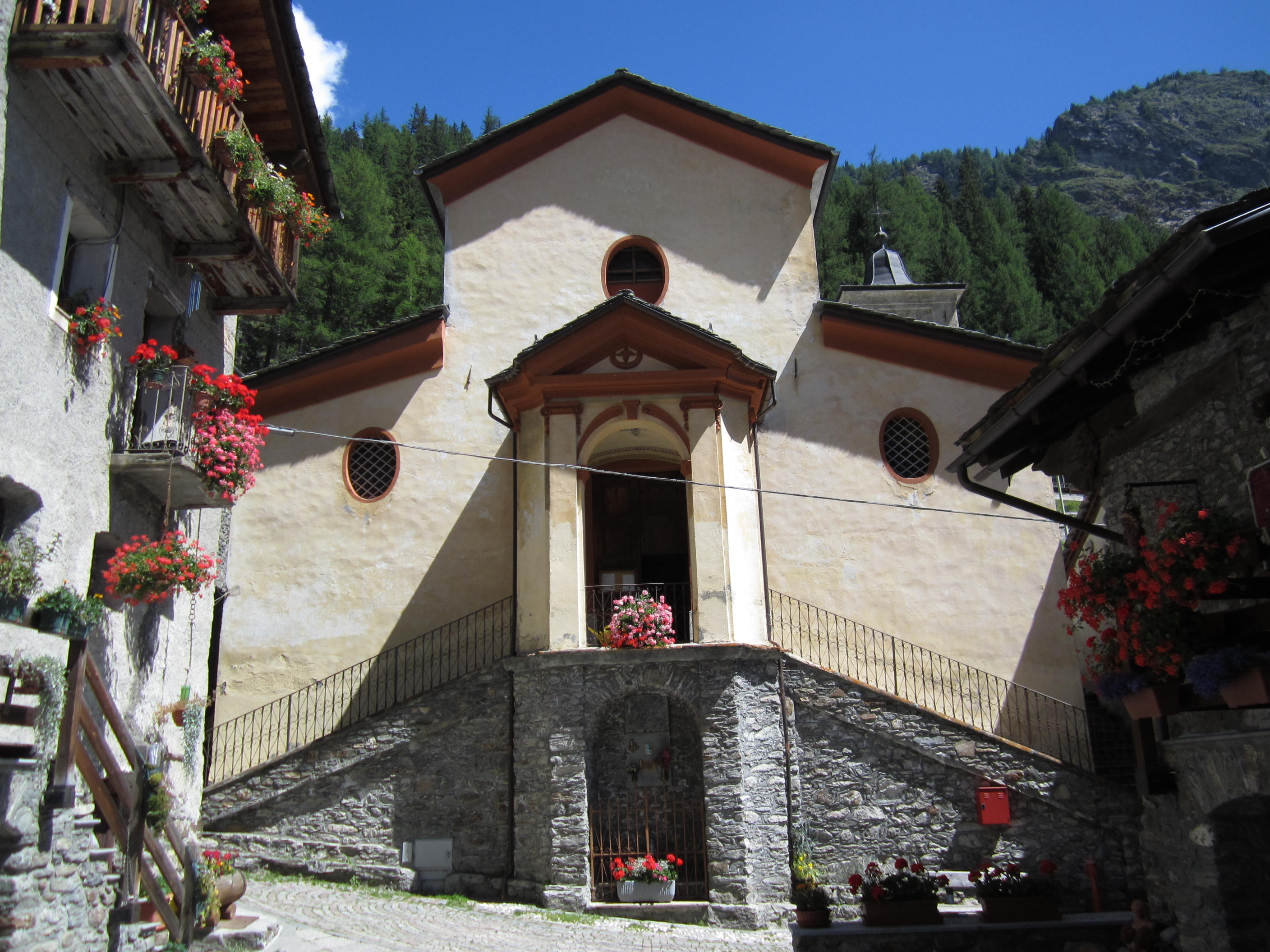
Сен-Реми: храм святого Ремигия
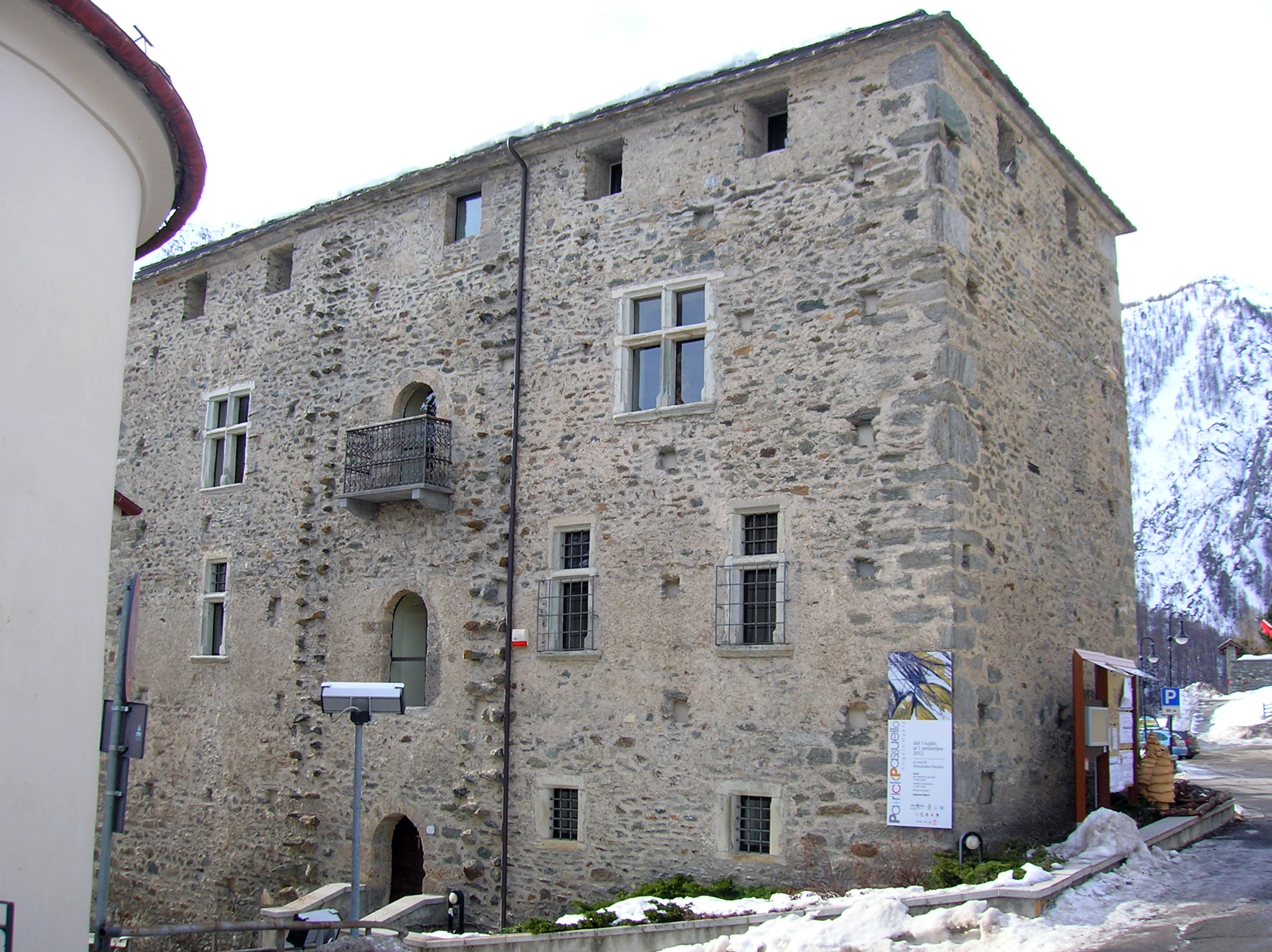
Босский замок[итал.]
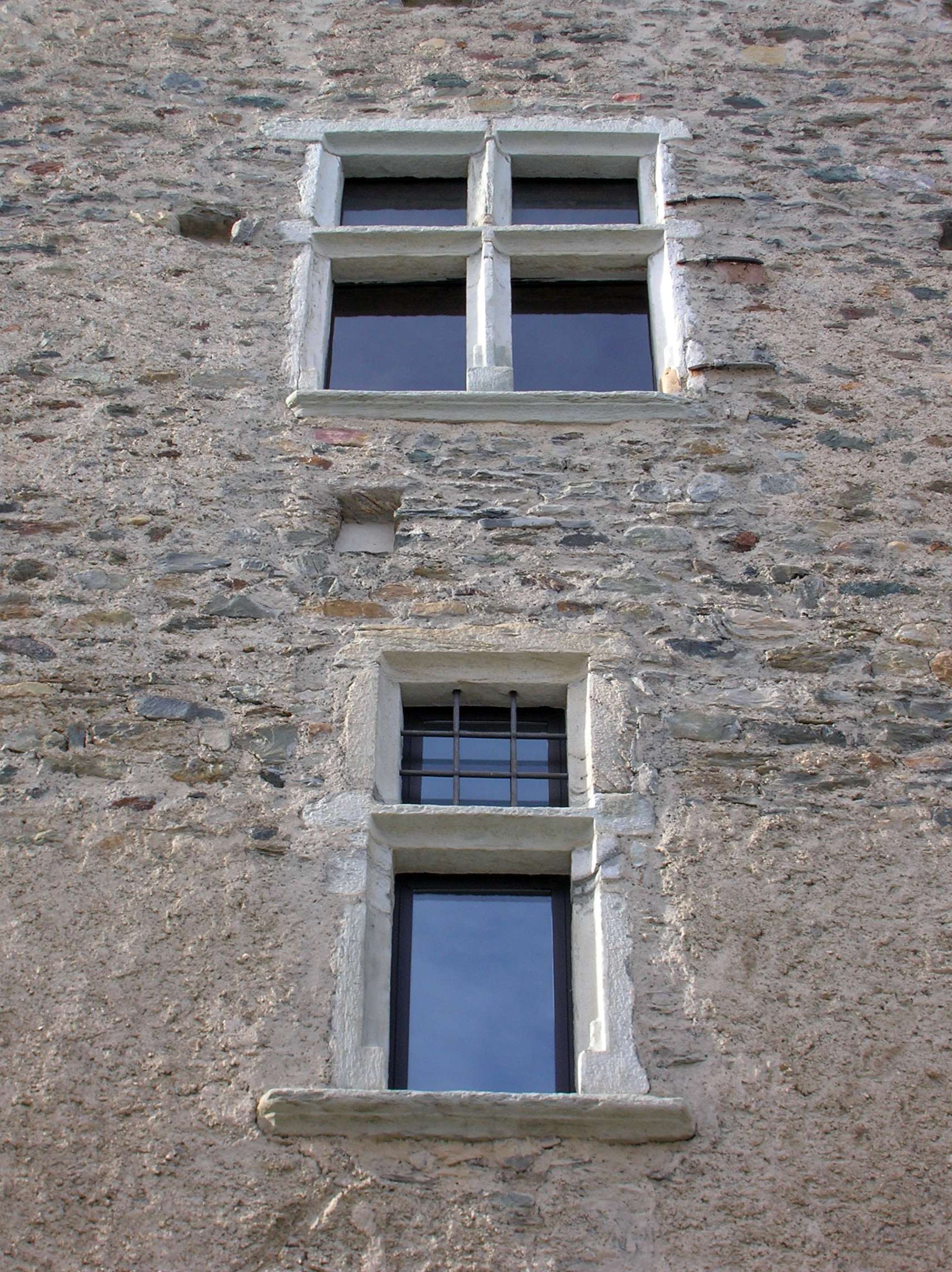
Окна замка